# 消水镇
消水镇，是中华人民共和国四川省南充市营山县下辖的一个乡镇级行政单位。2019年10月，撤销普岭乡，将其所属行政区域划归消水镇管辖。

## 行政区划
消水镇下辖以下地区：
消水街道社区、金华村、黑滩村、新渡村、白鹤村、樟树村、阳洪村、老观村、峰台村、枇杷村、双石村、巴岩村、蓬山村、凉风村、思凤村、碑桠村、龙佛村、湾滩村和五羊村、柳坝村、伞坝村、头洞村、固周村、黑马村、白龙村、花桥村、窑沟村、酢坊村和普岭村。